# Eloy Lévêque
Pour les articles homonymes, voir Lévêque.
Eloy Lévêque (graphie allemande : Eloy Leveque), né le 1er décembre 1856 à Réding (alors en Meurthe) et mort le 7 décembre 1920 à Sarrebourg, est un vétérinaire et homme politique allemand. Il est député d'Alsace-Lorraine au Reichstag de l'Empire allemand de 1912 à 1918.

## Biographie
Lévêque étudie aux petits séminaires de Fénétrange, Pont-à-Mousson et Montigny, puis il poursuit ses études à l'université vétérinaire de Berlin d'octobre 1879 à 1883. Il s'établit comme vétérinaire le 1er janvier 1884 et devient vétérinaire de l'arrondissement de Sarrebourg le 1er juillet 1897. De 1877 à 1878, il sert dans la Deutsches Heer comme « volontaire d'un an » au sein du 15e régiment d'artillerie de campagne à Strasbourg. Il est en outre conseiller d'arrondissement et membre du Conseil agricole d'Alsace-Lorraine.
De 1912 à 1918, Lévêque représente la 15e circonscription d'Alsace-Lorraine (arrondissements de Sarrebourg et Château-Salins) au Reichstag de l'Empire allemand. Il est membre du Parti lorrain libre (ULP).